# Kung Rings grav

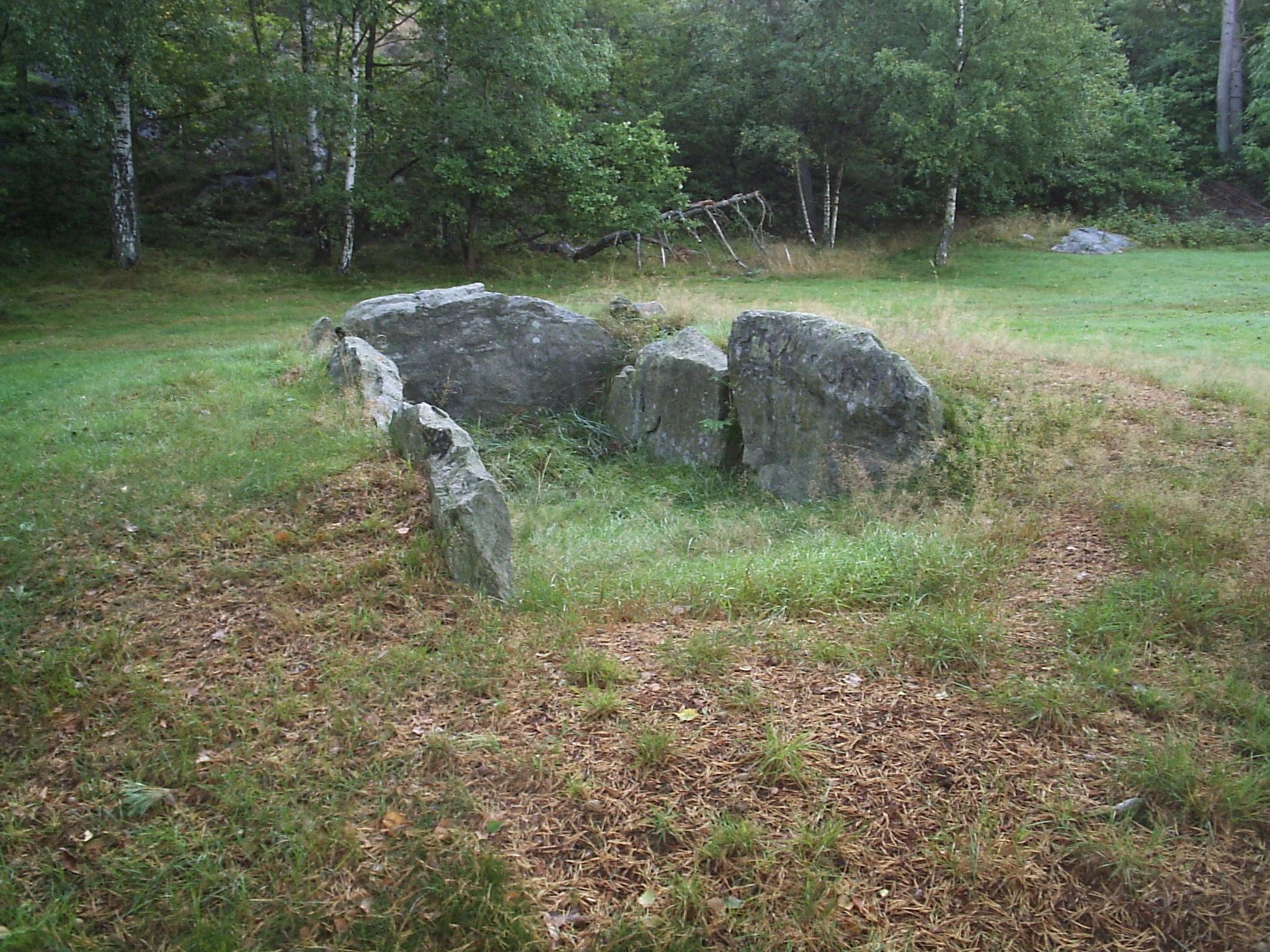
Kung Rings Grav

Die Steinkiste Kung Rings grav (deutsch König Rings Grab) in Göteborg-Kallebäck ist der Rest einer zwischen 2400 und 1800 v. Chr. entstandenen Megalithanlagenart, die im Raum Göteborg in Schweden mit etwa 20 und landesweit mit etwa 2000 Exemplaren vertreten ist. Der Name bezieht sich auf den Sigurd Ring.
Ursprünglich war die Steinkiste beim Delsjön (See) südöstlich von Göteborg mit Decksteinen und möglicherweise mit einem Erdhügel überdeckt. Dies geht auch aus einem Brief von Lawrence Böker an Olof Rudbeck (1630–1702) von 1692 hervor. Kung Rings Grav wurde archäologisch nie untersucht. Es gibt jedoch Hinweise darauf, dass es im frühen 19. Jahrhundert geplündert wurde. Die Existenz der Steinkiste belegt, dass der Bereich zwischen 2400 und 1800 v. Chr. bewohnt war. In dem 6,0 mal 2,75 Meter großen Grab war eine Anzahl von Menschen begraben. Der Ort wurde 1746 von Carl von Linné auf seiner Reise nach Västergötland besucht. In Göteborg-Bergsjön liegt die Steinkiste von Bergsjön.
Namen, die sich auf einen König beziehen sind bei mehreren Megalithanlagen (Kung Björns Grav, Kung Östens Grav), bei Rösen (Kung Tryggves grav), Runensteinen Kung Kåres sten und bei Bautasteinen (Kung Götriks sten, Kung Anes Sten, Kung Sigges sten bzw. Steinpaare Kung Råds grav) anzutreffen und sind in Dänemark noch häufiger. 
Großhügel mit einem Durchmesser von mehr als 30 Metern heißen in Schweden oft Kungshögen (deutsch „Königshügel“). Sie sind vorzugsweise um den Mälaren anzutreffen, einige Beispiele finden sich auch in anderen Landschaften. Die Großhügel stammen oft aus der jüngeren Eisenzeit. Einige der größten sind: Anundshög in Västmanland, Grönehög in Bohuslän, Högom in Medelpad, Inglinge hög in Småland, Ledbergs kulle in Östergötland, Skalunda hög in Västergötland, Ströbo hög in Västmanland und die drei Hügel in Alt-Uppsala in Uppland. Der als „Kung Björns hög“ bezeichnete Hagahögen im Hågadalen westlich von Uppsala, ein etwa 7,0 Meter hoher Grabhügel mit 45,0 m Durchmesser, gilt als Skandinaviens goldreichstes Bronzezeitgrab.